# HD208513
HD208513 — хімічно пекулярна зоря спектрального класу B9, що має видиму зоряну величину в смузі V приблизно  7,7.
Вона  розташована на відстані близько 1045,4 світлових років від Сонця.

## Пекулярний хімічний склад
Зоряна атмосфера HD208513 має підвищений вміст 
Hg
.